# The Settlers II

Grande parte das conquistas romanas é representada no jogo

The Settlers II (em alemão: Die Siedler II) é o segundo jogo eletrônico da série The Settlers, até então conhecida pelo primeiro The Settlers, frequentemente chamado de Serf City pelos seus fãs. Lançado em 31 de Agosto de 1996, o jogo foi desenvolvido para o sistema operacional MS-DOS por Thomas Häuser e publicado pela Blue Byte, sendo mais tarde adaptado para o portátil Nintendo DS e computadores, incluindo Mac OS. O primeiro lançamento foi da versão Veni, Vidi, Vinci, seguido pelas versões Mission CD e da englobadora Gold Edition. Em 16 de setembro de 2006, dez anos depois de seu lançamento e devido ao grande sucesso do clássico, a Ubisoft lançou um remake para o jogo, The Settlers II: The Next Generation, com melhoras gráficas e a adição do recurso multiplayer, ausente na versão original.
O complexo jogo da série caracterizada pelo gênero de estratégia em tempo real lenta representa o crescimento ficcional de províncias e impérios durante as conquistas do Império Romano na Europa, passando por cenários de campos abertos, locais nevados, arenosos ou até mesmo cenários vulcânicos. O jogo também coloca tribos épicas como as africanas, asiáticas, do sul e do norte europeu como opção para os jogadores.

## Jogabilidade
The Settlers II segue o mesmo estilo do primeiro jogo da série, onde o jogador precisa construir todo um império para estabelecê-lo como o melhor, dependendo das forças econômicas e militares do mesmo, expandindo o território com edifícios militares, minando as montanhas com as minas de ferro, ouro, carvão ou granito, além de recolher os recursos naturais para transformá-los em modernos produtos para a vida dos colonos. Somente o império que conseguir dominar seus inimigos poderá vencer, podendo precisar de um grande exército e de muitos recursos naturais e fabricados.

### Sistema de ferramentas
O jogo possui uma grande divisão de menus, que controlam totalmente a parte interna do império. Entre eles estão o principal, menu de mercadorias, de gráficos, da distribuição dos produtos e dos soldados, registro de navios, progresso dos edifícios, prioridades e o menu dos mapas.[carece de fontes?]
O menu de gráficos é um menu avançado que mostra várias informações em formas numéricas e de gráficos, que podem ser úteis para o conhecimento dos avanços de jogadores inimigos. Além disso existe um mapa global, um sistema de indicador de terrenos (tipos de construções) e uma caixa de correio, onde o jogador recebe um dos vários tipos de relatórios durante a partida.[carece de fontes?]

### Edifícios
O jogo se baseia em seis tipos de edifícios, sendo eles os de coleta, de produção, as fazendas, os estoques, as minas e os edifícios militares. Os edifícios são praticamente divididos como plebeus (edifícios de coleta, minas e fazendas) e patrícios (edifícios de produção e militares) e os conselheiros (armazéns), como na Roma antiga. Cada edifício necessita de um certo número de materiais para ser construído.
As casas de coleta não precisa de materiais depois de construídos (até mesmo para a construção gastam menos) e servem para coletar recursos diretamente da natureza, portanto eles se desenvolvem perto da fonte de recursos naturais. São a base do império, que produzem melhor em quantidade do que em qualidade, mas a maioria dos edifícios de produção precisam dos mesmos para se desenvolver. São elas:
- Casa do lenhador: Corta árvores nas proximidades para fornecer troncos de madeira à serração;
- Casa do caçador: Caça animais como ovelhas, coelhos e cervos para fazer comida;
- Pescaria: Pesca peixes para servirem de comida;
- Pedreira: Procura todos os conjuntos de rochas para extrair o granito das mesmas;
- Casa do Reflorestador: Escolhe um local aleatório para plantar árvores, que posteriormente serão extraídas pelos lenhadores. Tem um alcance de 6 posições no mapa;
- Poço: Extrai a água de redes subterrâneas de água, que é redistribuída para vários lugares;
- Torre de vigia: Revela o território além das fronteiras.

Os edifícios de produção já precisam de alguns recursos mesmo após de construídos e servem para fazer os produtos mais modernos, que são mais utilizados. São eles que fazem os produtos, mas portanto necessitam de recursos base ou até mesmo de outros produtos. Esses produtos envolvem diretamente a qualidade do império em The Settlers II. São eles:
- Serraria ou Serração: Pega toras ou troncos de madeira para fazer tábuas, necessárias para as construções, para fazer ferramentas ou construir barcos;
- Matadouro: Mata os porcos para servir de alimento aos mineiros;
- Moinho de vento: Transforma cereais em farinha, necessário para a padaria;
- Padaria: Transforma farinha e água em pães, para servirem de comida;
- Casa da moeda: Transforma ouro e carvão em moedas de ouro, para evoluir os soldados;
- Armeiro: Faz espadas e escudos com ferro fundido e carvão;
- Ferreiro de ferramentas: Faz ferramentas para os trabalhadores, com ferro fundido e madeira;
- Fundição de ferro: Transforma minério de ferro e carvão em ferro fundido;
- Carpinteiro Naval: Faz navios grandes e barcos pequenos com madeira;
- Cervejeira: Faz cerveja com cereal e água.

As fazendas criam animais e também cereais, que podem movimentar o império e ajudar muito, porém de maneira secundária. Envolvem diretamente na velocidade de um império. São elas:
- Fazenda: Planta cereais, necessário para várias construções de produção;
- Fazenda de porcos: Cria porcos com cereais e água, vendendo-os para o açougue;
- Criador de burros: Cria burros de carga com cereais e água.

Os armazéns servem para manter recursos e os habitantes sem nenhum serviço, além de fornecer tudo para as construções. São eles:
- Armazém: Guarda recursos e abriga os habitantes desempregados;
- Porto: Armazena recursos e os transporta por água ou por terra. Organiza expedições para colonizar novos territórios costeiros.

Em uma partida os jogadores podem criar portos e assim fazer expedições, onde o jogador poderá mandar barcos de grande porte para colonizar outras regiões. Os portos funcionam como um armazém, onde os jogadores distribuem os recursos através de navios com maior capacidade de carga. Contudo os portos não são possíveis em partidas aleatórias quando se joga com as versões Gold Edition ou Mission CD.
As minas são para mineração de metais, e só podem ser feitas em montanhas, e servem para melhorar a quantidade de materiais de guerra ou de ferramentas para os colonos. São eles que mostram a força do império. Porém dependem de um geólogo e de construções de produtos para se desenvolverem, além de que eles mineram uma pequena qualidade, e precisam de comida, o que atrasa um pouco o império. E é justamente por isso que são os itens mais procurados pelos impérios, e a corrida pela mineração é um importante obstáculo a se vencer. São elas:
- Mina de ferro: Extrai minério de ferro, necessário para fabricar armas para aumentar o número de soldados ou fazer novas ferramentas para os edifícios de produção;
- Mina de ouro: Extrai ouro, para fazer moedas;
- Mina de carvão: Extrai carvão, necessário juntamente com os outros materiais acima;
- Mina de granito: Extrai granito para construções e catapultas.

Os edifícios militares expandem o território, além de protegê-lo com fortes soldados e também promovê-los com moedas de ouro. São eles:
- Caserna: Pequena construção defensiva, barata e que tem limite de dois soldados;
- Casa de guarda: Pequena construção agressiva, que tem limite de três soldados;
- Torre de guarda: Construção agressiva média, com capacidade até seis soldados;
- Fortaleza: Grande construção agressiva, com capacidade de até nove soldados.
- Catapulta: Não expande o território mas ataca edifícios militares inimigos. Utiliza pedras vindas de uma pedreira ou mina de granito. Cada pedra elimina um soldado inimigo dentro do edifício atacado se acertar no edifício. Quando o último soldado inimigo desaparecer o edifício é destruído e a fronteira inimiga recua.

As construções precisam de recursos para produzir outros, então essa rede precisa estar estável para que o império se mova e fique equilibrado. Os recursos afetam em quase tudo, desde o império até cada morador dele. Na rede de recursos também são incluídos matérias primas e produtos, que são altamente usados na construção e movimento do império. Cada um possui sua utilidade única e própria, podendo servir em várias partes do império, ou de forma secundária, para produzir outros tipos de produtos.
O jogador pode editar as preferências e a distribuição dos produtos através de um painel de controle de recursos, e assim deixar o império equilibrado. Durante o jogo, o centro do império começa a ficar sem trabalhadores especializados, por causa da falta de ferramentas, que são fabricadas no ferreiro de ferramentas. As ferramentas são aleatoriamente produzidas, porém elas podem ser ajustadas nas preferências em um menu do jogo. Cada construção requer seu trabalhador, juntamente com sua ferramenta. Os trabalhadores especializados são automaticamente formados no centro do império, com a existência de um colono com sua ferramenta. Também existe um sistema chamado "Programa de Emergência", que quando o jogador fica com pouca matéria prima, toda a madeira é reservada para a construção da casa do lenhador e de uma serraria.
As unidades no império de The Settlers II, tanto militares quanto civis, se movem como um trabalho em equipe para transportar materiais de construções e fazer com que eles cheguem ao seu destino. O número de transportadores se define pelas estradas e as bandeiras entre elas. Quanto maior o número de bandeiras em um caminho maior o número de trabalhadores entre elas. Quando as estradas chegam ao nível de ruas (geralmente promovidas pelo grande número de acessos pela estrada) elas recebem um burro de carga para ajudar o trabalhador. Geralmente é recomendável grande número de estradas para locais de alta produção, pois quando se atinge certo nível de materiais em uma bandeira, os aldeões não podem se movimentar. Somente os soldados, exploradores e geólogos andam normalmente fora das estradas. Os outros colonos se movem fora das estradas quando perdem sua moradia ou local de trabalho. Barcos menores podem servir para carregar uma pequena quantidade de cargas por um pequeno caminho feito na água, marcado com duas bandeiras marítimas, feitas na beira de praias justamente para estes barcos, enquanto barcos grandes se movem fora dessas vias, porém somente entre os portos, onde podem carregar tanto cargas quanto habitantes durante um grande trajeto de um porto ao outro.

### Fronteiras e batalhas
Em The Settlers II os pontos militares são, quando ocupados por soldados, defesa e bônus de fronteiras, onde se podem construir construções. Quando as fronteiras de duas ou mais nações se encontram é possível o atacante determinar o número de soldados para um ataque, enquanto os soldados do lado da defesa saem sozinho e, quando há desvantagem, se apoiam entre os pontos militares. As batalhas são entre dois soldados de cada nação, sendo possível, aleatoriamente, que eles ataquem, desviem, defendam ou sejam atacados. Cada nível de soldado tem um certo número de resistência, variando de três a sete, dependendo da classe.
Quando há um choque entre fronteiras, a que o ponto militar seja mais próximo e mais novo prevalece, enquanto a do oponente se reduz, e as construções fora de seu território são destruídas. O mesmo acontece em caso da conquista de um ponto militar inimigo. Em casos de ataques ao quartel general, as unidades dentro do mesmo preparam a defesa ao máximo, e caso seja destruído, todos as pessoas saem de dentro dele e procuram um abrigo. Caso pessoas que perderam o abrigo não encontrem um novo elas consequentemente morrem, se transformando em um esqueleto.
Quando o jogador consegue fazer uma moeda de ouro, ela vai até os pontos militares, onde promove os soldados que estão nele, deixando-os mais fortes. Ao todo existem cinco níveis militares, sendo eles soldado, soldado de primeira classe, sargento, oficial e general. Quando se recebe uma moeda de ouro é possível deixar até todos os soldados um nível mais forte, mas para isso precisa-se que seu soldado superior tenha um nível a mais.
Ou seja, caso o ponto militar tenha três moedas, o primeiro soldado avança três níveis, o segundo dois níveis e o terceiro avança apenas um, e os outros soldados não avançam. Mas isso é somente disponível caso haja níveis suficientes para isso.
Em The Settlers II o jogador também pode usar a catapulta, que destrói os pontos militares inimigos. As chances de se destruir um ponto militar são de duas em três.

## Modos de jogo
O jogador pode escolher uma partida nas duas campanhas, que são representadas com vários mapas e objetivos diferentes, ou então uma partida normal e aleatória, onde se pode configurar grande parte do jogo.

### Partida aleatória
Uma partida aleatória é um modo de jogo em The Settlers II em que o jogador pode configurar um mapa livre, com estilos diferentes de se jogar. O que pode ser escolhido em uma partida aleatória inclui o mapa, entre vários já disponíveis ou um criado pelo próprio jogador; os objetivos, abrangendo de definir uma partida sem nenhuma meta até ter que conquistar três quartos do mapa; as alianças divididas entre cada uma das nações, ou por jogadores de IA contra jogadores humanos; os jogadores e suas respectivas civilizações; a exploração, podendo estar desativada para que, desde o começo, o mapa esteja todo mostrado ativada para mostrar a neblina de guerra; e a quantidade de recursos no começo da partida. Antes de começar a partida os jogadores podem escolher algum personagem representante das civilizações, que alteram somente os edifícios e os soldados para as civilizações Ocidentais, Nórdicas, Orientais e Sulistas. Cada jogador, no começo de uma nova partida, começa com o quartel general, que está com muitos recursos e trabalhadores para seguir as ordens e construir um grande império. O jogador pode ordenar construções e o manuseio dos recursos, dependendo do seu estilo de jogo, e mais tarde a criação soldados.

### Campanhas
O jogo possui duas campanhas: a Global e a do Império Romano. Estas estão divididas em várias fases, onde o jogador segue o enredo que é desenvolvido ao longo de cada uma delas.
Na campanha global o jogador tem como objetivo conquistar alguns continentes, sendo eles a Europa, a Ásia, a África, a Oceania e as Américas. Nela, o jogador deve derrotar os oponentes e construir o maior império entre os outros, mantendo-o no poder para expandi-lo entre todos os continentes. Nesta campanha, o jogador tem um papel baseado no imperador Augusto (r. 27 a.C.-14 d.C.).[carece de fontes?]
Na campanha do Império Romano o jogador controla um império fictício em dez diferentes capítulos onde precisa encontrar os portais no final de cada fase para prosseguir, e também precisam lutar como vários povos inimigos, onde se encontram tais portais. As fases vão liberando diversas construções e assim deixando o jogo mais dinâmico, além de trazerem maior dificuldade junto com mais objetivos a cada partida.[carece de fontes?]
Os capítulos da campanha do Império Romano (em inglês) são:[carece de fontes?]
- I - Of We Go
- II- Initial Contact
- III - The Pass
- IV - On the High Seas
- V - In the Wasteland
- VI - Divided Country
- VII - The Snake
- VIII - Sea Routes
- IX - The Gray Island
- X - The Last Gate

### Enredo
Otaviano, capitão de Tórcio, estava partindo em sua jornada para uma ilha desconhecida no décimo segundo dia do mês de Março, com os ventos do sudoeste em seu barco navegando pelo Oceano das Tempestades, com rota para as Províncias Latônicas.
Uma tempestade fez com que seu navio parasse em uma ilha desconhecida, longe de Tortius, apenas com seus colonos preparados, mas sem nenhum conhecimento do lugar. Após o império adaptado ao lugar, os exploradores do capitão descobrem um portal, para onde eles entram em uma segunda ilha.
A partir da segunda ilha o Império Romano procura cada um dos nove portais restantes, enfrentando tribos estrangeiras, como os viquingues, Japoneses e Núbios, até que conseguem voltar para Roma.

## Editor de mapas
A versão Gold também inclui um editor de mapas, onde o jogador pode editar toda a geografia de um mapa, podendo se adicionar ou modificar o relevo, o tipo de terreno, os animais, plantas, árvores, recursos, minas e jogadores.[carece de fontes?]
Tal editor possui todos os mapas das versão Veni, Vidi, Vinci, nomeados como "Old Maps" e inclui novos mapas da própria versão, nomeados "New Maps". Os mapas que são salvos podem ser transformados em mapas da campanha e serem encaminhados para outros computadores, desde que estejam ajustados na mesma versão do jogo.[carece de fontes?]
No criador de mapas não é possível editar as construções nem os terrenos apropriados para portos, devido ao fato de que aparecerem apenas na campanha do Império Romano. Apesar disso foram criados geradores de mapas que podem substituir mapas da campanha que possuem portos por mapas de partida aleatória, que além disso podem ajustar as praias e gerar mapas aleatórios.

## Histórico de lançamentos
The Settlers II  teve lançamento da versão original, The Settlers: Veni, Vidi, Vinci; a versão com missões, The Settlers II Mission CD e a versão completa, The Settlers II Gold Edition.
Entre as versões originais, também existem versões modificadas do jogo feita por fãs, como o Widelands e o Settlers II.5 (com versão multiplayer). Existem também editores de termos para que se possa realizar a tradução do jogo.

## Recepção
The Settlers II foi bem recebido pelos fãs da série, vendendo mais de meio milhão de dólares e sendo um dos mais marcantes dela.
A Computer Game Review disse que "aqueles que procuram o último jogo para construir o império de seus sonhos não tem melhor opção que The Settlers II"; A Strategy Plus diz que o jogo é "tudo em tudo, o The Settlers II é uma melhoria em um já excelente sistema de jogabilidade"; A PC Games que "o jogo é o Serf City com mais, muito mais... parte do jogo se vira ao visual simples: O mapa do jogo é bem detalhado... ele não é um jogo, é um mundo"; a PC Games em alemão já diz que o jogo possui "controles, gráficos e jogabilidade extremamente trabalhados". A Power Play também comentou que "The Settlers II é um sonho tanto para especialistas em jogos quanto aos fãs desse gênero de construção".
Recebeu apenas algumas críticas pelo fato de a economia tornar-se fraca mesmo a longo prazo, não podendo ser o suficiente para se construir um grande império, além de que o sistema de combate e o tempo que duram as partidas não causam animação em todos os jogadores.
| “ | Bem... Settlers V continua sendo um jogo muito bom, mas o Settlers II continua sendo o número um. | ” |

O jogo também recebeu várias premiações, como o Jogo do Mês (Julho de 1996) pela GamesRadar; Jogo PC de Ouro, da PC Action; Prêmio "Atingido", da Power Play; PC Player de Ouro, da PC Player; Jogo de Platina, pela PC Power; e o Prêmio Hot Game, da PC Spiel.[carece de fontes?]